# Lee Joon-gi
Lee Joon-gi (Hangul:이준기; sinh ngày 17 tháng 4 năm 1982) là một nam diễn viên, người mẫu và ca sĩ người Hàn Quốc. Lee Joon-gi bắt đầu nổi tiếng qua vai diễn Gong-gil trong Nhà vua và chàng hề (2005). Anh cũng được biết tới thông qua các vai diễn trong các bộ phim truyền hình như Cô em họ bất đắc dĩ (2005), Thời khắc giữa Chó và Sói (2007), Huyền thoại Iljimae (2008), Arang Sử đạo truyện (2012), Hai tuần (2013),Tay súng Joseon (2014), Thư sinh bóng đêm (2015), Người tình ánh trăng (2016), Hành vi phạm tội (2017),  Luật sư vô pháp (2018), Hoa của quỷ (2020) và Công tố viên chuyển sinh (2022).
Năm 2008, Lee Joon-gi được Tổ chức Du lịch Hàn Quốc chọn làm Đại sứ Du lịch để quảng bá cho làn sóng Hallyu vươn ra toàn Châu Á.

## Tiểu sử
Lee Joon-gi sinh ngày 17 tháng 4 năm 1982 tại Busan, Hàn Quốc. Sau đó, anh chuyển đến Changwon sinh sống và học tập. Khi còn nhỏ, Lee Joon-gi luôn ước mơ trở thành một lập trình viên máy tính. Lần đầu tiên anh cảm thấy có hứng thú với nghệ thuật là sau khi xem vở kịch ‘Hamlet’ thời trung học và mong ước trở thành diễn viên. Khi Lee Joon-gi thi trượt đại học, anh đã chuyển lên Seoul trong khi không có nhiều tiền trong người, nhưng vẫn nuôi ước mơ được làm việc trong ngành giải trí. Trong hai năm tiếp theo, Lee Joon-gi làm khá nhiều công việc khác nhau trước khi được nhận vào Học viện nghệ thuật Seoul và học về diễn xuất.  Đồng thời, Lee Joon-gi cũng có được đai Nhất đẳng Hapkido và Taekyon, Tam đẳng Taekwondo. Ngoài tiếng Hàn, Lee Joon-gi có thể nói được tiếng Trung, Nhật và Anh.
Năm 2001, lần đầu tiên anh xuất hiện trong quảng cáo của nhãn hàng thời trang So Basic, bên cạnh nữ diễn viên Kim Hee-sun. Bộ phim đầu tiên của anh là vai một thiếu niên bất mãn với cuộc sống trong "Drama City: What Should I Do?" của KBS. Sau đó là một vai nhỏ trong "Star’s Echo" của MBC hợp tác với Fuji TV năm 2004. Đồng thời, anh cũng tham gia nhiều quảng cáo và MV. Anh cũng tiếp tục thử sức mình với nhiều vai diễn đa dạng hơn nhưng đều không tìm thấy thành công ngay lập tức. Lee Joon-gi tiếp tục tham gia một phim trong cùng năm đó. Sau khi cạnh tranh với khoảng 2000 người, anh giành được vai diễn trong một bộ phim của Nhật Bản "The Hotel Venus". Trong suốt khoảng thời gian quay "The Hotel Venus", công ty quản lý của Joon-gi hoạt động không được tốt và anh đã phải làm thêm nhiều việc khác để trang trải cuộc sống.

## Sự nghiệp

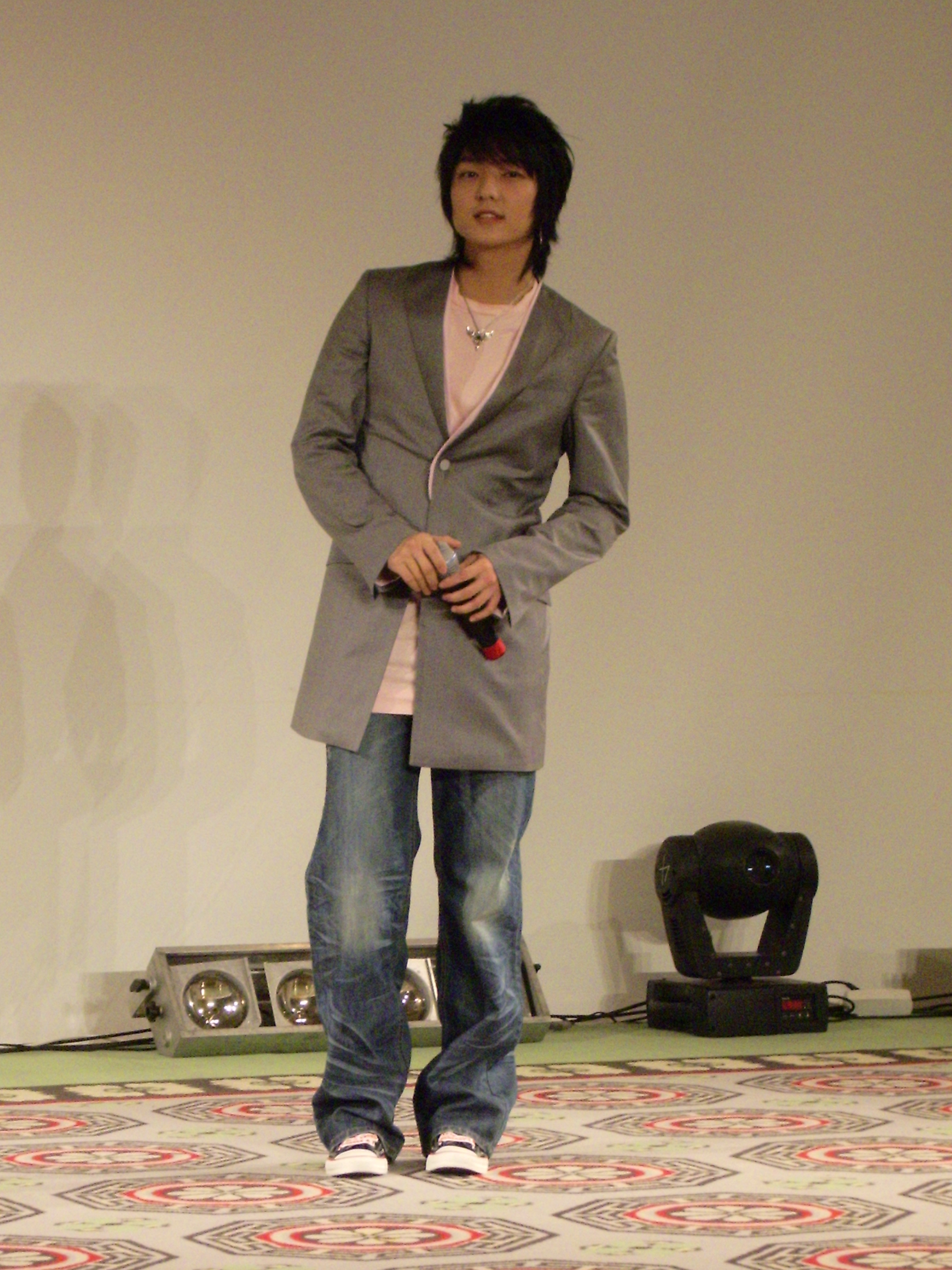
Lee Joon-gi trong buổi fan-meeting Nhà vua và chàng hề tại khách sạn Shilla, đảo Jeju.

### 2005: Nổi tiếng vớiNhà vua và chàng hề
Lee Joon-gi tham gia đóng vai chính trong "Nhà vua và chàng hề" năm 2005. Trong phim anh vào vai Gong-gil, một người kép hát ở triều đại Joseon, chuyên diễn kịch chế nhạo nhà vua, phi tần và hoàng hậu để kiếm sống. Tình cờ một ngày đoàn hát kép của Gong-gil bị bắt về diễn trò cho vua xem. Trái ngược với suy nghĩ của mọi người, cả vua và hoàng hậu lại vô cùng thích thú với vở hài tục tĩu của họ và quyết định giữ đoàn kép hát lại để mua vui. Họ tiến cung và trở thành đoàn hí kịch được nhà vua sủng ái nhất. Tuy nhiên, tình cảm ám muội nảy sinh của hoàng đế dành cho Gong-gil chính là chiếc gậy vén lên bức màn sân khấu, mở ra một vở bi kịch đẫm máu. Nhờ bộ phim này, Lee Joon-gi đã giúp cho nền điện ảnh Hàn giảm đi một số lượng lớn phim nước ngoài, và các rạp chiếu cũng ưu tiên phim nội hơn. Đồng thời bộ phim cũng đạt được nhiều thành công cả về mặt phê bình và thương mại, đưa nam diễn viên vô danh lúc bấy giờ trở thành ngôi sao nổi tiếng toàn châu Á. Bộ phim đã giúp nam diễn viên giành được rất nhiều giải thưởng, tiêu biểu như giải thưởng Diễn viên mới xuất sắc nhất tại Lễ trao giải phim điện ảnh Hàn Quốc lần thứ 5, Grand Bell Awards lần thứ 43 và Giải thưởng nghệ thuật Baeksang lần thứ 42. Bên cạnh đó vai diễn Gong-gil cũng mang về cho Lee Joon-gi Giải thưởng Nam diễn viên chính xuất sắc nhất tại Max Movie Awards. Nhà sản xuất Lee Joon-ik cũng tiết lộ lý do vì sao ông chọn Lee Joon-gi cho vai diễn này. Trong phim, Gong-gil bị rất nhiều người đố kỵ và Joon-gi hoàn thành rất tốt vai diễn. Sau bộ phim, Lee Joon-gi đã trở thành "biểu tượng" xu hướng "mỹ nam" của Hàn Quốc. Mặt khác, anh cũng tiết lộ câu chuyện bản thân đã phải cố gắng như thế nào để giảm bớt đi hình ảnh "mỹ nam" của mình. Lee Joon-gi cho biết nhân vật Gong-gil khiến cho nam diễn viên dường như bị trói chân một chỗ, nên anh muốn thoát ra khỏi hình ảnh đó: "Sau vai diễn của tôi trong Nhà vua và chàng hề, tôi thấy mình dường như đang đi đầu trong xu hướng 'mỹ nam' này, dù đó có phải là ý muốn của tôi hay không. Đột nhiên, mọi người quan tâm đến tôi, tất cả những khen, chê đều đến cùng một lúc, mọi thứ quá choáng ngợp. Tôi cảm thấy bản thân mình như đang lơ lửng trên mây vậy".

### 2006–2007: Nổi tiếng ở nước ngoài
Sau thành công của "Nhà vua và chàng hề", Lee Joon-gi đã được lựa chọn tham gia dự án phim truyền hình "Cô em họ bất đắc dĩ" của đài SBS cùng với Lee Da-hae và Lee Dong-wook. Bộ phim hài, lãng mạn khi ấy đã trở thành 'hit' trong suốt khoảng thời gian phát sóng ở cả trong nước và khắp châu Á, danh tiếng của Lee Joon-gi tiếp tục được nâng cao, đưa nam diễn viên trở thành ngôi sao hàng đầu của "Làn sóng Hallyu" trên toàn châu Á.
Bộ phim tiếp theo Lee Joon-gi tham gia có tên là "Fly, Daddy, Fly", được đạo diễn bởi Choi Jong-tae và Dyne Film-Guardtec sản xuất. Khi đó nam diễn viên được trả cát-xê 100 triệu won, mức cát-xê tương đối thấp so với mức độ nổi tiếng của Lee Joon-gi lúc bấy giờ. Nguyên nhân là do hợp đồng của phim đã được ký vào đầu tháng 12, trước khi "Nhà vua và chàng hề" công chiếu, khi đó Lee Joon-gi vẫn còn là một diễn viên vô danh. Bộ phim khi ấy đã thu hút được rất nhiều sự chú ý và được phủ sóng trên nhiều kênh phương tiện truyền thông tại Trung Quốc.
Tại 19th Tokyo International Film Festival, anh đã được công nhận như một "Top star". Tại Trung Quốc, Lee Joon-gi là ngôi sao Hàn Quốc duy nhất trong số 300 ngôi sao châu Á được mời tham dự một chương trình truyền hình để chào đón năm mới. Tại Liên hoan phim quốc tế Thượng Hải, Lee Joon-gi đã được gặp gỡ đạo diễn Trần Khải Ca, và đã đề xuất về một sự hợp tác cùng nhau.
Năm 2007, Lee Joon-gi tham gia một bộ phim điện ảnh hợp tác giữa Hàn – Nhật "Tuyết đầu mùa" với diễn viên Nhật Bản Aoi Miyazaki, anh đóng vai một du học sinh Hàn Quốc. Ngày 10 tháng 3 năm 2007, trong buổi Fan meeting tại Osaka, anh đã chia sẻ với khán giả về sự nghiệp diễn xuất của mình ở một talkshow ghi hình tại khách sạn Swiss Hotel. "Tuyết đầu mùa" đã thành công khi đạt doanh thu phòng vé ở vị trí thứ 9 và xác lập kỷ lục bán vé cho một bộ phim Hàn Quốc được chiếu tại Nhật Bản.
Sau đó, Lee Joon-gi đã đảm nhận vai chính trong bộ phim truyền hình đầu tiên của mình có tên là "Thời khắc giữa Chó và Sói", thuộc thể loại lãng mạn, hành động của đài MBC. Trong phim, anh đóng vai Lee Soo-hyun, một đặc vụ NIS, là một người năng nổ luôn sống vì mục tiêu trả thù một nhóm tội phạm – người đã sát hại cha mẹ anh. Vai diễn này đã mang về cho Lee Joon-gi giải thưởng Nam diễn viên xuất sắc nhất tại Lễ trao giải Phim truyền hình MBC năm 2007.
Tại Liên hoan phim quốc tế Hawaii lần thứ 27 (HIFF), Lee Joon-gi đã nhận được giải thưởng Rising Star. Đây là giải thưởng ghi nhận cho các hoạt động diễn xuất của diễn viên, hình ảnh trên các phương tiện truyền thông và sự ảnh hưởng trên toàn cầu. Tại Liên hoan phim diễn ra từ ngày 18 – 28 tháng 10, đã có một buổi giới thiệu về "An Evening with Lee Joon-gi". Cùng năm, anh tham gia bộ phim "Ngày 18 tháng 5", bộ phim dựa trên các sự kiện xung quanh vụ Thảm sát Gwangju năm 1980. Phim đã khắc họa lại một trong những sự kiện bi thảm nhất của Hàn Quốc, với chế độ đàn áp của tướng Chun Doo-hwan và dẫn đến hệ quả là một cuộc khởi nghĩa của người dân Gwangju đã nổ ra, nhưng sau đó đã bị đàn áp bởi quân đội chính phủ bằng cách bắn vào đám đông biểu tình. "Ngày 18 tháng 5" cũng đã được công chiếu tại liên hoan phim HIFF năm 2007, đồng thời cũng đạt được kết quả phòng vé xuất sắc và có mặt trong danh sách giải thưởng Golden Orchid for Best Feature. Tuy nhiên, có một số ý kiến chỉ trích rằng "Tuyết đầu mùa" và "Ngày 18 tháng 5", cùng với "Fly, Daddy, Fly", đều đã không đạt được nhiều kỳ vọng ở phòng vé hoặc giao cho Lee Joon-gi vào các vai phụ.
Năm 2007, Lee Joon-gi gia nhập Hong Kong EEG, chính thức gia nhập thị trường Trung Quốc. Lee Joon-gi đã trở thành nam diễn viên nổi tiếng nhất của Hàn Quốc trong năm 2007 và ngày càng được yêu thích tại nước ngoài. Tại Seoul Drama Festival 2008 (lần thứ 14), Yahoo! Korea và Yahoo! Japan đã cùng nhau tổ chức một cuộc khảo sát về mức độ nổi tiếng và được yêu thích nhất tại Hàn và Nhật của các ngôi sao. Cuộc khảo sát bắt đầu từ ngày 4 tháng 9 đến 5 tháng 10 với khoảng 27 triệu phiếu bầu trên mạng, và với việc bộ phim "Thời khắc giữa Chó và Sói" rất được yêu thích, Lee Joon-gi đã áp đảo với 59,9% phiếu bầu từ fan hâm mộ, đứng vị trí đầu tiên, trở thành diễn viên được yêu thích nhất. Theo sau anh là Kang Ji-hwan và Gong Yoo.

### 2008–2009: Đại sứ du lịch và tranh chấp hợp đồng

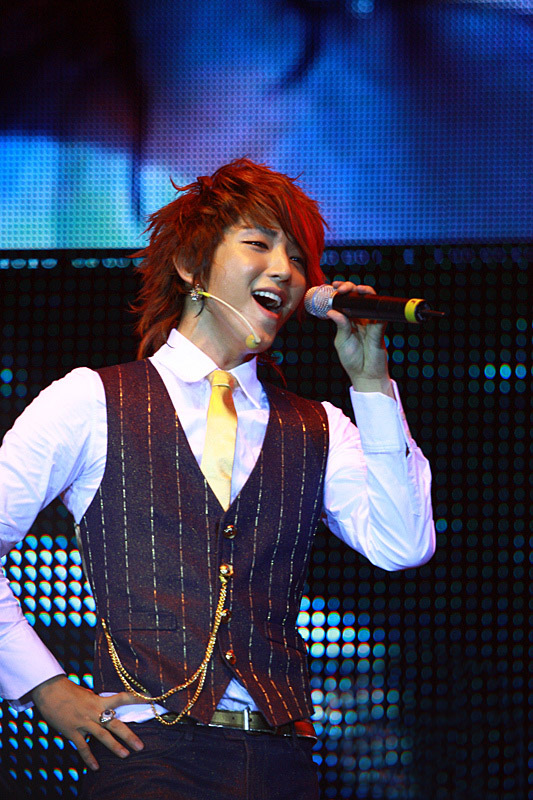
Tại Thượng Hải, tháng 5 năm 2009

Từ tháng 4 đến tháng 7 năm 2008, Lee Joon-gi đảm nhận vai chính trong "Huyền thoại Iljimae" của đài SBS, một bộ phim truyền hình hành động cổ trang dựa trên văn học dân gian Trung Quốc từ triều đại nhà Minh.  Bộ phim kể về cuộc sống của một huyền thoại ''Iljimae'' - là một huyền thoại tướng cướp, một thanh niên hành hiệp trượng nghĩa, chuyên đi cướp bóc của cải vàng bạc của những kẻ giàu có, keo kiệt để chia lại cho dân nghèo. Tập cuối cùng của phim đã đạt được tỷ suất người xem là 31,4%, và Lee Joon-gi sau đó đã nhận được giải thưởng Top Excellence Award tại Lễ trao giải Phim truyền hình SBS năm 2008. Bộ phim cũng được phát sóng tại Nhật Bản trên kênh TV Tokyo.
Vào ngày 29 tháng 7 năm 2008, Lee Joon-gi được chọn làm Đại sứ cho Seoul Hallyu Festival 2008. Đồng thời cũng được mời tham dự buổi lễ kỷ niệm 60 năm thành lập Cơ quan Pháp chế Chính phủ và được bổ nhiệm làm Cán bộ Danh dự đầu tiên của Hệ thống Pháp luật.
Vào tháng 9 năm 2008, Lee Joon-gi đã có một tranh chấp hợp đồng với công ty quản lý Mentor Entertainment, công ty mà anh đã ký hợp đồng độc quyền thời hạn 5 năm kể từ tháng 3 năm 2004. Lee Joon-gi phải đền bù 1,5 tỉ won vì vi phạm hợp đồng. Tuy nhiên sau đó, vụ kiện đã được cả hai bên giải quyết ổn thoả.
Vào ngày 5 tháng 8 năm 2009, Lee Joon-gi được bổ nhiệm làm đại sứ quảng bá của Tổ chức Du lịch Hàn Quốc. Cùng năm đó, anh được mời đóng vai chính trong bộ phim hài, hành động "Hero", trong vai phóng viên Jin Do-hyuk, một phóng viên lạc quan và nhiệt huyết làm việc cho một tờ báo chống tham nhũng và bất bình đẳng trong xã hội.

### 2010–2012: Nghĩa vụ quân sự
Vào tháng 2 năm 2010, khi hợp đồng của Lee Joon-gi với Mentor Entertainment hết hạn, nam diễn viên đã ký hợp đồng với một công ty đào tạo tài năng trẻ mới thành lập, JG Company.
Vào ngày 3 tháng 5 năm 2010, Lee Joon-gi nhập ngũ vào Quân đội Hàn Quốc để thực hiện nghĩa vụ quân sự bắt buộc của mình. Thời gian đầu, anh trải qua năm tuần huấn luyện cơ bản tại trại huấn luyện quân sự Nonsan, đạt điểm cao nhất trong môn thiện xạ, và sau đó được nhập ngũ. Sau đó anh được bổ nhiệm vào bộ phận quan hệ công chúng của Bộ Quốc phòng Hàn Quốc.  Ban đầu anh đã nộp đơn xin hoãn nhập ngũ vì đang trong thời gian quay Grand Prix với nữ diễn viên Kim Tae-hee, và được mời đóng vai chính trong bộ phim truyền hình "Faith". Đồng thời anh cũng được chọn làm đại sứ thiện chí cho Hàn Quốc tại Hội chợ triển lãm Thượng Hải 2010. Tuy nhiên, Cục Quản lý Lực lượng Quân sự đã từ chối và gửi thông báo cuối cùng về việc nhập ngũ, khiến nam diễn viên buộc phải rút khỏi cả hai dự án.
Vào tháng 8 năm 2010, Lee Joon-gi đã diễn cùng với nam diễn viên Joo Ji-hoon trong một vở nhạc kịch quân đội có tên là "Hành trình của cuộc sống" để kỷ niệm 60 năm Chiến tranh Triều Tiên. Vở nhạc kịch do Bộ Quốc phòng và Hiệp hội Sân khấu Nhạc kịch Hàn Quốc đồng sản xuất và được trình chiếu từ ngày 21 đến ngày 29 tháng 8 tại Nhà hát Quốc gia Hàn Quốc. Sau khi phục vụ 21 tháng tại ngũ, Lee Joon-gi xuất ngũ vào ngày 16 tháng 2 năm 2012 từ Cơ quan Truyền thông Quốc phòng tại Yongsan-dong, Yongsan-gu, Seoul. Vào ngày xuất ngũ, Lee Joon-gi đã tổ chức một buổi gặp gỡ người hâm mộ "Reunion JG" tại Trung tâm Nghệ thuật Sangmyung, Seoul. Tiếp theo sau là chuyến fan-meeting vòng quanh Nhật Bản mang tên "Coming Back " tại Nagoya, Yokohama và Osaka từ ngày 16 đến ngày 19 tháng 3.

### 2012–2013: Trở lại
Vào tháng 5 năm 2012, Lee Joon-gi đã hợp tác với Shin Min-ah trong bộ phim kinh dị - lãng mạn "Arang Sử đạo truyện" của đài MBC. Đây dự án đầu tiên của anh sau khi xuất ngũ. Bộ phim đã đạt được thành công rực rỡ và trở thành bộ phim truyền hình đắt nhất được bán cho Nhật Bản của đài MBC. Bộ phim sau đó cũng mang về cho nam diễn viên giải thưởng Outstanding Korean Actor tại lễ trao giải Seoul International Drama Awards lần thứ 8.
Vào ngày 27 tháng 9 năm 2012, JG Style của Lee Joon Gi đã được công chiếu trên Mnet Japan, đánh dấu sự trở lại của mình trong làng giải trí. Series này sau đó đã được trao Giải thưởng Grand Prize, Korean wave category tại Skapa Awards ở Nhật Bản. Single Album 'DEUCER' và video họp fan DVD 'Coming Back' đã xếp hạng No.1 trên các bảng xếp hạng khác nhau ở Nhật Bản. Ngay cả khi nhập ngũ trong một thời gian dài, sức hút của Lee Joon-gi vẫn được chứng minh.
Năm 2013, Lee Joon-gi đảm nhận vai chính trong bộ phim hành động, giật gân "Hai tuần". Trong phim, Lee Joon-gi vào vai Jang Tae-san, một người đàn ông sống như một kẻ chạy trốn sau khi bị buộc tội giết người, phải tìm mọi cách sống sót để cứu con gái mình khỏi bệnh bạch cầu trong hai tuần. Bộ phim đã nhận được nhiều đánh giá tích cực cho dòng phim bi kịch bởi đạo diễn chắc tay, kịch bản có chiều sâu và diễn xuất đầy nội lực của Lee Joon-gi trong những pha hành động kịch tính và tình phụ tử. Thành công của bộ phim đã giúp nam diễn viên giành được giải thưởng Top Excellence Award tại lễ trao giải APAN Star Awards.

### 2014 – nay: Phim cổ trang và các vai diễn hành động
Năm 2014, Lee Joon-gi đã ký hợp đồng với công ty quản lý mới, Namoo Actors. Sau đó, anh tham gia đóng vai chính trong bộ phim cổ trang "Tay súng Joseon". Bộ phim đứng đầu bảng xếp hạng về tỷ suất người xem đồng thời giúp Lee Joon-gi trở thành một trong những diễn viên tỏa sáng nhất với các vai hành động. Lee Joon-gi tiếp tục củng cố vị trí ngôi sao Hallyu hàng đầu của mình tại lễ trao giải Seoul International Drama Awards lần thứ 10 với giải thưởng Outstanding Korean Actor.
Tiếp sau đó Lee Joon-gi cũng được lựa chọn đóng vai chính trong bộ phim truyền hình cổ trang, kỳ ảo, lãng mạn về đề tài ma cà rồng "Thư sinh bóng đêm", dựa trên bộ phim hoạt hình cùng tên, được phát sóng vào tháng 7 năm 2015. Lee Joon-gi đã đảm nhận vai ma cà rồng trong triều đại Joseon và thể hiện kỹ năng diễn xuất ổn định trong một bộ phim cổ trang giả tưởng.  Thành công của vai diễn đã mang về cho nam diễn viên giải thưởng Top 10 Stars Award tại Lễ trao giải Phim truyền hình MBC năm 2015. Tính đến tháng 10 năm 2015, người theo dõi Weibo của Lee Joon-gi đạt 16,5 triệu. Đặc biệt khi anh xuất hiện trong bộ phim Trung Quốc "Không bao giờ nói lời từ biệt", diễn cặp với Châu Đông Vũ (周冬雨). Bộ phim do Lâm Dục Hiền (林育賢) làm đạo diễn, được quay tại Trung Quốc và Ý và được ra mắt tại Trung Quốc vào ngày 9 tháng 8 năm 2016. Tại Hàn Quốc, bộ phim được trình chiếu lần đầu tại Liên hoan phim Viễn tưởng Quốc tế Bucheon lần thứ 20 vào năm 2016 và ra rạp vào ngày 28 tháng 6 năm 2017. Trong khi đó, bài hát kết thúc của bộ phim là 'For a While' nằm trong album "Exhale" của Lee Joon-gi, và được đưa vào làm nhạc phim theo đề xuất của đạo diễn  Lâm Dục Hiền.

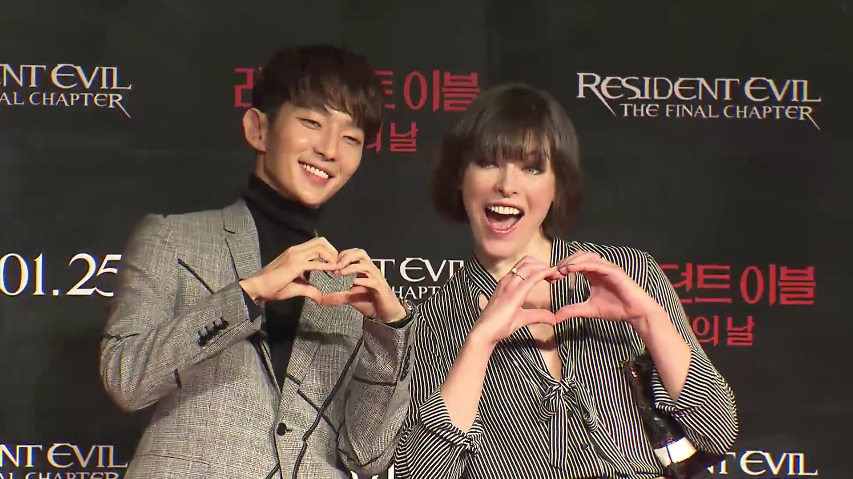
Lee Joon-gi chụp ảnh cùng với Milla Jovovich để quảng bá cho Vùng đất quỷ dữ: Hồi cuối tại Hàn Quốc ngày 13 tháng 1 năm 2017

Lee Joon-gi cũng mở rộng diễn xuất của mình sang Hollywood. Nam diễn viên đã ra mắt Hollywood với sự xuất hiện trong phần thứ sáu cũng là phần cuối cùng của loạt phim Vùng đất quỷ dữ, có tựa đề là "Vùng đất quỷ dữ: Hồi cuối"  được công chiếu trên toàn thế giới vào tháng 1 năm 2017. Việc quay phim ban đầu được tiến hành trong bí mật, nhưng tin tức tuyển diễn viên đã được công bố khi diễn viên chính của bộ phim, Milla Jovovich đăng tải một bức ảnh chụp cùng Lee Joon-gi trên SNS ngày 17 tháng 10 năm 2015. Lee Joon-gi tiết lộ rằng anh ấy là một fan hâm mộ của loạt phim Vùng đất quỷ dữ, nam diễn viên cho biết: "Tôi đang cố gắng hết sức để quay phim với tư cách là một người hâm mộ loạt phim hơn là có một bước tiến toàn diện ở Hollywood".
Tháng 1 năm 2016, Lee Joon-gi được chọn vào vai chính Wang-so trong "Người tình ánh trăng", dựa trên tiểu thuyết và bộ phim truyền hình nổi tiếng cùng tên của Trung Quốc "Bộ bộ kinh tâm". Bộ phim dài 20 tập, được hoàn tất ghi hình trước khi phát sóng và khởi chiếu vào ngày 29 tháng 8 năm 2016. Tác phẩm tuy không được đón nhận nồng nhiệt trong nước, nhưng lại đạt trung bình 100 triệu lượt xem tích lũy mỗi tập trong thời gian phát sóng trên trang web lưu trữ video Youku của Trung Quốc và tiếp tục củng cố sự nổi tiếng của nam diễn viên tại Trung Quốc Đại lục. Vào ngày 1 tháng 11, Lee Joon-gi tổ chức một buổi fan-meeting miễn phí mang tên “My Love Lee Joon-gi”, nơi người hâm mộ có thể xem tập cuối của Người tình ánh trăng cùng với nam diễn viên.
Vào tháng 10 năm 2016, Lee Joon-gi ký hợp đồng làm người mẫu mới cho Lotte Duty Free Shop và tham gia đóng vai chính trong một web drama quảng cáo mang tên "Bảy nụ hôn đầu" cho công ty.
Năm 2017, Lee Joon-gi tham gia đóng vai chính trong bộ phim tâm lý, hình sự "Hành vi phạm tội" của đài tvN. Bộ phim dựa trên kịch bản của series phim truyền hình Mỹ cùng tên. Diễn xuất thuyết phục của anh trong vai một đặc vụ của đội phân tích tâm lý tội phạm đã nhận được nhiều lời khen ngợi từ các nhà phê bình và người xem.
Tháng 5 năm 2018, Lee Joon-gi được chọn tham gia bộ phim tâm lý, hành động, xử án "Luật sư vô pháp" của đài tvN, tái hợp với đạo diễn Kim Jin-min, đạo diễn của bộ phim "Thời khắc giữa Chó và Sói" mà anh đã từng tham gia 11 năm trước.
Năm 2020, Lee Joon-gi tham gia đóng vai chính trong bộ phim tâm lý tình cảm, kinh dị, giật gân "Hoa của quỷ" của đài tvN, tái hợp với nữ diễn viên Moon Chae-won, bạn diễn của anh trong "Hành vi phạm tội". Trong phim, Lee Joon-gi vào vai Baek Hee-sung, một người thợ kim hoàn với vẻ ngoài là một người chồng hết mực thương yêu vợ con nhưng thực chất lại là kẻ mắc chứng rối loạn nhân cách chống đối xã hội đã thay đổi danh tính và che giấu bí mật về quá khứ đen tối. Bộ phim kết thúc với rating ấn tượng, các từ khóa liên quan đến phim và diễn viên cũng liên tục xếp thứ hạng cao trên các công cụ tìm kiếm tại Hàn Quốc và các cổng thông tin nổi tiếng ở nước ngoài như TikTok, Weibo, Baidu. Đặc biệt, tên của Lee Joon-gi cũng là từ khóa được tìm kiếm nhiều nhất trên SNS trong ba tuần liên tiếp từ tuần thứ 2 đến tuần thứ 4 của tháng 8 (dựa trên dữ liệu do Good Data Corporation tổng hợp), một lần nữa cho thấy độ nổi tiếng của nam diễn viên không hề hạ nhiệt.
Năm 2022, Lee Joon-gi trở lại màn ảnh nhỏ với bộ phim truyền hình "Công tố viên chuyển sinh" của đài SBS. Trong phim, anh vào vai Kim Hee-woo, một công tố viên trẻ tuổi được trao cơ hội sống lần thứ hai để đòi lại công lý sau khi thất bại trong việc hạ gục một kẻ quyền lực.
Năm 2023, Lee Joon-gi tham gia đóng chính bộ phim truyền hình sử thi giả tưởng của đài tvN "Biên niên sử Arthdal 2: Thanh kiếm của Aramun", là mùa thứ hai của bộ phim truyền hình Biên niên sử Arthdal (2019), trong vai một cặp anh em song sinh.

## Vụ kiện với Mentor Entertainment
Tháng 9/2008, Mentor Entertainment kiện Lee Joon-gi phải đền bù 1,5 tỉ won vì vi phạm hợp đồng. Trong trường hợp Mentor thắng, nam diễn viên có thể sẽ phải dừng toàn bộ hoạt động của mình cho tới năm 2013. Tuy nhiên sau đó, vụ kiện đã được cả hai bên giải quyết ổn thoả. Lee Joon-gi đồng ý tiếp tục ở lại Mentor, và đã cùng Mentor thảo luận lại về các hợp đồng đã ký. Cuối cùng Lee Joon-gi và Mentor đã giải quyết xong tất cả những hiểu lầm và vướng mắc giữa hai bên, và tiếp tục duy trì mối quan hệ. Tuy nhiên, Mentor sẽ không rút lại vụ kiện đối với người quản lý cũ của Lee Joon-gi, người đã có lỗi lớn trong sự việc lần này. Về sự việc lần này, Lee Joon-gi cho biết: "Tôi thành thật gửi lời xin lỗi đến người hâm mộ, và hi vọng mọi việc sau này sẽ tốt đẹp hơn, từ tận đáy lòng, tôi xin cảm ơn các fan đã luôn ủng hộ tôi".

## Đại sứ Du lịch Hàn Quốc
Ngày 29 tháng 7 năm 2008, Lee Joon-gi đã đến tham dự buổi lễ Hallyu Festival, và anh đồng thời cũng được chọn làm đại sứ của Seoul Hallyu Festival năm 2008. Lee Joon-gi cũng được mời tham dự buổi lễ kỷ niệm 60 năm ’Government Legislation Agency’, được tổ chức tại trung tâm biểu diễn nghệ thuật Gwanghwamun Sejong, Seoul. Lee Joon-gi cũng tiết lộ bộ phim Iljimae đã khiến anh trở thành một người chăm chỉ hơn. Nam diễn viên cho biết rằng mình đã hoàn toàn kiệt sức khi ghi hình cho Iljimae, nhưng anh đã hoàn thành bộ phim trong tâm trạng thoải mái nhất và cảm thấy rằng mình đã cho khán giả thấy được một khía cạnh khác của bản thân.
Ngày 5 tháng 8 năm 2009, Lee Joon-gi được bổ nhiệm làm Đại sứ quảng bá cho tại Korea Tourism Organization (KTO). Ban tổ chức cho biết sở dĩ họ chọn Lee Joon-gi bởi vì nam diễn viên là người có thể thúc đẩy mạnh mẽ ngành Du lịch của Hàn Quốc nhờ sự nổi tiếng của anh trên toàn châu Á.

## Tại Thượng Hải
Ngày 31 tháng 3 năm 2010, Lee Joon-gi được bổ nhiệm làm Đại sứ thiện chí, đại diện cho Hàn tham dự Shanghai Expo 2010 và đã được trao tặng bằng khen ghi nhận sự tham gia mình. KOTRA nói rằng việc lựa chọn Lee Joon-gi là hoàn toàn phù hợp bởi anh ấy rất nổi tiếng tại Trung Quốc, đồng thời cũng là một super star của làn sóng Hallyu tại nhiều nước như Nhật Bản, Thái Lan và Singapore. Dù vậy, do chế độ nhập ngũ của Hàn Quốc, Lee Joon-gi buộc phải tham gia nghĩa vụ quân sự từ ngày 3 tháng 5 năm 2010 nên anh đã không thể tham dự Shanghai Expo 2010.

## Đời sống cá nhân
Lee Joon-gi thích học và tập các loại võ thuật khác nhau trong thời gian rảnh rỗi. Bởi vì thành thạo taekwondo và một số hình thức võ thuật khác, Lee Joon-gi hiếm khi phải sử dụng diễn viên đóng thế cho các cảnh hành động của mình.

## Danh sách phim

### Phim truyền hình
| Năm  | Phim                                          | Nhân vật                      | Kênh        |
| ---- | --------------------------------------------- | ----------------------------- | ----------- |
| 2003 | Non stop 4                                    | Khách mời                     | MBC         |
| 2004 | Drama City: What Should I Do?                 | Seong-ho                      | KBS         |
| 2004 | Star's Echo                                   | Chan-gyu                      | MBC Fuji TV |
| 2005 | Cô em họ bất đắc dĩ                           | Seo Jung-woo                  | SBS         |
| 2006 | The 101st Proposal                            | Khách mời                     | SBS         |
| 2007 | Thời khắc giữa Chó và Sói                     | Lee Soo-hyun/Kay              | MBC         |
| 2008 | Iljimae                                       | Gyeom / Yong / Iljimae        | SBS         |
| 2009 | Hero                                          | Jin Do-hyuk                   | MBC         |
| 2012 | Arang Sử đạo truyện                           | Kim Eun-oh                    | MBC         |
| 2013 | Hai tuần                                      | Jang Tae-san                  | MBC         |
| 2014 | Tay súng Joseon                               | Park Yoon-kang/Hasegawa Hanjo | KBS2        |
| 2015 | Thư sinh bóng đêm                             | Kim Sung-yeol                 | MBC         |
| 2015 | Cô nàng xinh đẹp                              | Khách mời (Tập 9)             | MBC         |
| 2016 | Người tình ánh trăng - Bộ bộ kinh tâm: Lệ     | Wang-so (Gwangjong)           | SBS         |
| 2017 | Hành vi phạm tội                              | Kim Hyun-joon                 | tvN         |
| 2018 | Luật sư vô pháp                               | Bong Sang-pil                 | tvN         |
| 2019 | Khánh sạn ma quái                             | Khách mời (tập 3)             | tvN         |
| 2020 | Hoa của quỷ                                   | Baek Hee-sung/Do Hyun-soo     | tvN         |
| 2022 | Công tố viên chuyển sinh                      | Kim Hee-woo                   | SBS         |
| 2023 | Biên niên sử Arthdal 2: Thanh kiếm của Aramun | Eun-seom & Sa-ya              | tvN         |

### Phim điện ảnh
| Năm  | Phim                          | Nhân vật     | Ghi chú |
| ---- | ----------------------------- | ------------ | ------- |
| 2004 | The Hotel Venus               | Boy          |         |
| 2004 | Flying Boys                   | Dong-wan     |         |
| 2005 | Nhà vua và chàng hề           | Gong-gil     |         |
| 2006 | Fly, Daddy, Fly               | Go Seung-suk |         |
| 2007 | 18 tháng 5                    | Kang Jin-woo |         |
| 2007 | Tuyết đầu mùa                 | Kim Min      |         |
| 2016 | Không bao giờ nói lời từ biệt | Jun Hao      |         |
| 2016 | Vùng đất quỷ dữ: Hồi cuối     | Chỉ huy Chu  |         |

### Web drama
| Năm  | Phim             | Nhân vật                          | Ghi chú |
| ---- | ---------------- | --------------------------------- | ------- |
| 2016 | Bảy nụ hôn đầu   | Nhà tài phiệt giàu có Lee Joon-gi | Tập 1-2 |
| 2018 | Chế tạo nữ hoàng |                                   | Tập 6   |

### TV Show
| Năm  | Tên                     | Tập      | Ghi chú           |
| ---- | ----------------------- | -------- | ----------------- |
| 2008 | Family Outing: Season 1 | 48 - 49  |                   |
| 2016 | Running Man             | 314      |                   |
| 2018 | Knowing Brothers        | 150 -151 | xuất hiện cùng IU |

## Danh sách  đĩa hát
- Delight[87](2018)

1. "Accepted"
2. "For Us"
3. "Can't Be Slow"

- Thank You[88](2016)

1. "Thank You"
2. "Now"
3. "We Wish You a Merry Christmas"

- Exhale[89](2014)

1. "Ma Lady"
2. "U"
3. "For A While"
4. "Bring Da Beat" (Feat. Yoo Seung-chan)
5. "Ma Lady (Inst.)"
6. "For A While (Inst.)"

- My Dear[90] (2013)

1. "Fever"
2. "My Dear"
3. "Fiery Eyes (New ver.)"
4. "Foolish Love (New ver.)"
5. "Selfless Dedicated Tree (New ver.)"

- CBC / Case by Case[91](2013)

1. "The Answer (Intro)"
2. "Tonight"
3. "Case By Case"
4. "Closer"
5. "Lost Frame"

- Deucer (2012)

1. "Together"
2. "The Rain"
3. "Born Again"
4. "Sweet Memory"

- J Style (2009)

1. "J Style"
2. "Soliloquy"
3. "I'm Ready"(2009)
4. "The Giving Tree"

- Lips - Kim So Ri (2009)

1. "Pinky Finger"

- One & Only - Nam Hyun Joon (2006)

1. "Fly High" feat. Seo In Young

- My Jun, My Style (2006)

1. "One Word"
2. "Don't Know Love"
3. "Foolish Love" (Babo Sarang)

## Giải thưởng
| Năm  | Giải thưởng |
| ---- | --- |
| 2006 | - 27th Blue Dragon Film Awards: Popular Star Award (King and the Clown) - 27th Blue Dragon Film Awards: Best Couple Award (với Kam Woo-sung, King and the Clown) - 8th Mnet KM Music Festival: Best Actor in a Music Video (Grace by Lee Soo-young) - 5th Korean Film Awards: Best New Actor (King and the Clown) - 43rd Grand Bell Awards: Best New Actor (King and the Clown) - 43rd Grand Bell Awards: Popularity Award (King and the Clown) - 43rd Grand Bell Awards: Overseas Popularity Award (King and the Clown) - 42nd Baeksang Arts Awards: Best New Actor (King and the Clown) - 42nd Baeksang Arts Awards: InStyle Fashionista Award - Max Movie Awards: Best Actor (King and the Clown) |
| 2007 | - 10th Annual Shanghai International Film Festival: Overseas Star Award - 27th Hawaii International Film Festival: Rising Star Award - MBC Drama Awards: Excellence Award (Time Between Dog and Wolf) - China Fashion Awards: South Korean Artist of the Year - Andre Kim Best Star Awards: New and Superior Star Award - 43rd Baeksang Arts Awards: Most Popular Actor (Fly, Daddy, Fly) |
| 2008 | - Honorary Ambassador for Seoul Hallyu Festival - Honorary Legal System Officer (名譽法制官) - 3rd Seoul International Drama Awards: Most Popular Actor (Time Between Dog and Wolf) - SBS Drama Awards: Top Excellence Award (Iljimae) - SBS Drama Awards: Netizen Popularity Award (Iljimae) - SBS Drama Awards: Top 10 Stars (Iljimae) |
| 2009 | - Honorary Tourism Ambassador for the Korea Tourism Organization - MBC Drama Awards: Popularity Award (Hero) |
| 2012 | - Skapa Awards: Grand Prize, Korean wave category (Lee Joon-gi's JG Style) - MBC Drama Awards: Best Couple Award (với Shin Min-a, Arang and the Magistrate) |
| 2013 | - 8th Seoul International Drama Awards: Outstanding Korean Actor (Arang and the Magistrate) - 2nd APAN Star Awards: Top Excellence Award (Two Weeks) |
| 2014 | - KBS Drama Awards: Excellence Award, Actor in a Mid-length Drama (Gunman in Joseon) - KBS Drama Awards: Best Couple Award (với Nam Sang-mi, Gunman in Joseon) |
| 2015 | - 10th Seoul International Drama Awards: Outstanding Korean Actor (Gunman in Joseon) - MBC Drama Awards: Top 10 Stars Award (Scholar Who Walks The Night) |
| 2016 | - SBS Drama Awards: Top 10 Stars Award (Moon Lovers: Scarlet Heart Ryeo) - SBS Drama Awards: Best Couple Award (với Lee Ji-eun, Moon Lovers: Scarlet Heart Ryeo) - SBS Drama Awards: K-Wave Star Award (Moon Lovers: Scarlet Heart Ryeo) - 2016 Taiwan's KKTV Awards: Actor of The Year (Moon Lovers: Scarlet Heart Ryeo) |
| 2017 | - 2nd Aisa Artist Awards: Fabulous Award (Criminal Minds) |
| 2018 | - StarHub's Night of Stars Awards: Best Male Asian Star (Lawless Lawyer) - 13th Soompi Annual Awards: Actor Of The Year (Criminal Minds) |
| 2020 | - AAA Artist Awards 2020: Asia Celebrity (Flower of Evil) - AAA Artist Awards 2020: Best Artist (Flower of Evil) |
| 2022 | SBS Drama Awards: Top Excellence Award, Actor in a Miniseries Genre/Fantasy Drama (Again My Life) |